# Skiby (przystanek kolejowy)
Skiby – dawny wąskotorowy przystanek kolejowy oraz ładownia w nieistniejącej miejscowości Skiby, w gminie Kazimierz Biskupi w powiecie konińskim w Polsce. Przystanek znajdował się przy lokalnej drodze Nieświastów – PGR Skiby na 18 kilometrze linii Anastazewo – Konin Wąskotorowy. Przystanek-ładownia istniał do 1966 roku, kiedy to został zlikwidowany przez KWB Konin, przygotowującą teren pod odkrywkę Kazimierz Północ. Na terenie przystanku istniała bocznica, gdzie w trakcie kampanii buraczanej podstawiane były wagony na buraki przewożone później do cukrowni w Gosławicach.